# Municipio de Örkelljunga
El municipio de Örkelljunga (en sueco: Örkelljunga kommun) es un municipio de Escania, la provincia más austral de Suecia. Su sede se encuentra en la ciudad de Örkelljunga. El municipio actual se formó en 1971 a través de la fusión de Örkelljunga con Skånes-Fagerhult.

## Geografía
Geográficamente, el municipio de Örkelljunga está situado en el noroeste de Escania, en la frontera con las provincias de Halland y Småland. Estas partes de Escania son notables por un variado terreno de bosques, áreas agrícolas y pequeños lagos.

## Localidades
Hay 4 áreas urbanas (tätort) en el municipio:
| # | Tätort           | Población |
| - | ---------------- | --------- |
| 1 | Örkelljunga      | 4,574     |
| 2 | Skånes-Fagerhult | 854       |
| 3 | Åsljunga         | 690       |
| 4 | Eket             | 448       |